# Pseudeusemia divergens
Pseudeusemia divergens là một loài bướm đêm trong họ Geometridae.